# Serra da Lousã
Serra da Lousã este o arie protejată (sit de importanță comunitară — SCI) din Portugalia întinsă pe o suprafață de 15.112,66 ha, integral pe uscat.

## Localizare
Centrul sitului Serra da Lousã este situat la coordonatele 40°04′12″N 8°11′38″W / 40.07°N 8.1939°V.

## Înființare
Situl Serra da Lousã a fost declarat sit de importanță comunitară în octombrie 1998 pentru a proteja 3 specii de plante și 13 specii de animale.

## Biodiversitate
Situată în ecoregiunea mediteraneană, aria protejată conține 16 habitate naturale: Cursuri de apă de la nivel de câmpie la nivel montan, cu vegetație Ranunculion fluitantis și Callitricho-Batrachion, Râuri mediteraneene cu debit permanent cu specii de Paspalo-Agrostidion și galerii riverane de Salix și de Populus alba, Pajiști umede atlantice temperate cu Erica ciliaris și Erica tetralix, Pajiști uscate europene, Matorral arborescenți cu Laurus nobilis, Liziere de ierburi înalte hidrofile de câmpie și de nivel montan până la alpin, Fânețe de joasă altitudine (Alopecurus pratensis, Sanguisorba officinalis), Grohotișuri termofile și vest-mediteraneene, Pante stâncoase silicioase cu vegetație casmofită, Roci stâncoase cu vegetație pionieră de Sedo-Scleranthion sau Sedo albi-Veronicion dillenii, Păduri aluvionare cu Alnus glutinosa și Fraxinus excelsior (Alno-Padion, Alnion incanae, Salicion albae), Păduri de stejar galițio-portugheze cu Quercus robur și Quercus pyrenaica, Păduri de Castanea sativa, Galerii de Salix alba și de Populus alba, Păduri de Quercus suber, Păduri de Quercus ilex și Quercus rotundifolia.
La baza desemnării sitului se află mai multe specii protejate:
- plante (3): Festuca summilusitana, Narcissus cyclamineus, Veronica micrantha
- amfibieni (1): Chioglossa lusitanica
- mamifere (5): liliac cârn (Barbastella barbastellus), vidră de râu (Lutra lutra), liliacul mediteranean cu potcoavă (Rhinolophus euryale), liliacul mare cu potcoavă (Rhinolophus ferrumequinum), liliacul mic cu potcoavă (Rhinolophus hipposideros)
- nevertebrate (3): fluturele auriu (Euphydryas aurinia), Euplagia quadripunctaria, rădașcă (Lucanus cervus)
- pești (3): Chondrostoma polylepis, Rutilus alburnoides, Rutilus macrolepidotus
- reptile (1): Lacerta schreiberi

Pe lângă speciile protejate, pe teritoriul sitului au mai fost identificate 14 specii de plante, 5 specii de amfibieni, 11 specii de mamifere, 3 specii de reptile.